# Ibn al-Khattab
Sāmir Ṣāleḥ ʿAbd Allāh al-Suwaylim, noto come Ibn al-Khattab o Emiro Khattab (in arabo سامر صالح عبد الله السويلم‎?; 'Ar'ar, 14 aprile 1969 – Baku, 20 marzo 2002), è stato un terrorista saudita, noto per aver compiuto atti di terrorismo nella Prima e nella Seconda guerra cecena.

## Biografia
Ibn al-Khaṭṭāb nacque come Sāmir Ṣālaḥ ʿAbd Allāh al-Suwaylim in Arabia Saudita il 14 aprile 1969, anche se era meglio conosciuto come Emir Khattab (oppure, traslitterato: Amīr Khaṭṭāb o, all'anglosassone, Ameer Khattab), che significa "Comandante Khaṭṭāb", o ancora come Ḥabīb ʿAbd al-Raḥmān. Le origini e la vera identità di Ibn al-Khaṭṭāb rimasero avvolte nel mistero fino a dopo la sua morte, quando suo fratello rilasciò un'intervista. Morì il 20 marzo 2002, a causa dell'apertura di una lettera avvelenata, che egli credeva gli fosse stata inviata dalla madre, ma gli era invece stata fatta pervenire con l'inganno dal FSB, il servizio segreto russo, venuto a conoscenza dell'assiduo rapporto epistolare tra i due. Per il suo impegno a favore della causa islamica, si guadagnò anche l'epiteto di Che Guevara musulmano.

### Prima della Cecenia
A 18 anni, Ibn al-Khaṭṭāb lasciò l'Arabia Saudita per prendere parte alla guerra in Afghanistan contro l'invasione dell'Unione Sovietica. Nel corso di tale conflitto perse la mano destra in un'esplosione accidentale. Ibn al-Khaṭṭāb, mentre era leader della Brigata Islamica Internazionale (IIB), ammise pubblicamente di aver trascorso gli anni tra il 1989 e il 1994 in Afghanistan, dove era entrato in contatto con Osama Bin Laden.
Fonti armene sostengono che nel 1992 Ibn al-Khaṭṭāb fu uno dei tanti volontari musulmani che si recarono a combattere in aiuto degli azeri nella Prima guerra del Nagorno Karabakh, nonostante il governo azero abbia sempre negato il coinvolgimento diretto del saudita in tale conflitto. In tale conflitto, inoltre, egli avrebbe incontrato per la prima volta Šamil' Basaev, presente nel Nagorno-Karabakh al comando di un battaglione di volontari ceceni, anch'essi in sostegno degli azeri.
Tra il 1993 e il 1995, Ibn al-Khaṭṭāb si recò in Tagikistan per combattere nella guerra civile al fianco degli integralisti islamici. In un'intervista, Ibn al-Khaṭṭāb ha inoltre rivelato la propria partecipazione anche alla Guerra in Bosnia ed Erzegovina, anche se non chiarì quale fosse il suo esatto ruolo in tale contesto bellico.

### Prima guerra cecena
Stando al fratello, Ibn al-Khaṭṭāb apprese per la prima volta del conflitto in Cecenia da un canale televisivo afgano nel 1995, e si recò in Cecenia in quello stesso anno spacciandosi per giornalista (in effetti, può essere considerato un pioniere nella produzione di video dei combattimenti tra ribelli ceceni e forze russe, anche se girati al fine non di riportare i fatti, bensì di atterrire e demoralizzare il nemico).
Durante la Prima guerra cecena, Ibn al-Khaṭṭāb partecipò attivamente ai combattimenti, forte della sua esperienza nella guerriglia (secondo molti, fu egli il principale artefice della vittoria cecena nel conflitto, anziché il Comandante dell'Esercito Aslan Maschadov). In più, ebbe il compito di reclutare mujahedin e cercare finanziatori da tutto il mondo musulmano in nome della causa cecena. Al fine di inviare e trasmettere meglio il messaggio di resistenza del popolo caucasico, inoltre, si faceva spesso accompagnare da un cameraman che lo riprendeva durante le azioni di guerriglia.
Le unità al suo comando inflissero cocenti sconfitte alle truppe russe tra le montagne della Cecenia: assai nota, in particolare, la prima azione da lui guidata, l'assalto a un convoglio russo costato la vita a 47 militari. Tuttavia, il guerrigliero saudita ottenne grande notorietà in Russia in occasione dell'assalto dell'aprile 1996 nella gola di Jaryš-Mardy, presso la cittadina di Šatoj, in cui morirono circa 100 militari russi e furono distrutte due o tre dozzine di veicoli armati. Spesso, poi, Ibn al-Khaṭṭāb si faceva filmare nell'atto di giustiziare soldati russi prigionieri e, in un caso, alcuni volontari della Croce Rossa Internazionale, probabilmente scambiati per spie.
Nel corso della guerra, Šamil' Basaev divenne il suo più fidato alleato, oltre che amico personale. Quasi sicuramente, Ibn al-Khaṭṭāb ebbe rapporti diretti anche con Zelimchan Jandarbiev, Presidente ceceno tra il 1996 ed il 1997, che gli conferì due delle più alte onorificenze militari cecene, l'Ordine d'Onore e la Medaglia del Combattente Coraggioso, oltre che la nomina a Generale dell'Esercito Ceceno.

### Tra le due guerre cecene
Conclusa la Prima guerra cecena, Ibn al-Khaṭṭāb cominciò ad essere ufficialmente considerato dall'Interpol un signore della guerra, e come tale ricercato a livello internazionale. L'armata di mujahedin di cui era a capo, composta non solo da ceceni, ma anche da arabi, turchi e musulmani, si sarebbe spesso resa protagonista, secondo i media russi, di atrocità nei confronti della popolazione civile. Ibn al-Khaṭṭāb fu inoltre accusato di aver insediato nel territorio ceceno alcuni campi di addestramento paramilitare.
Il 22 dicembre 1997, poco più di un anno dopo gli accordi di pace di Chasavjurt tra Russia e Cecenia (che portarono all'indipendenza de facto della repubblica caucasica), organizzò e guidò l'attacco contro la base della 136ª Brigata fucilieri motorizzata delle guardie dell'esercito russo, a Buinaksk, in Daghestan. Fonti cecene riportarono la distruzione di 300 veicoli, inclusi 50 carri armati, mentre le fonti russe, dal canto loro, limitarono i danni del blitz ad appena 15 mezzi danneggiati.
Sempre nel '97, il guerrigliero saudita sopravvisse a un attentato in un campo minato.
Nel 1998, Ibn al-Khaṭṭāb e Basaev fondarono la Brigata Islamica Internazionale di Pacificazione (Islamic International Peacekeeping Brigade, IIPB). Tra l'agosto e il settembre 1999, con il fondamentale appoggio di Jandarbiev, i due condussero la cosiddetta Guerra in Daghestan, per esportare la guerra alla Russia anche nella repubblica confinante, nel nome dell'obiettivo panislamico della creazione di un califfato nella regione del Caucaso. I combattimenti causarono varie centinaia di morti tra la popolazione civile e, di fatto, diedero inizio alla Seconda Guerra Cecena.
Secondo il FSB, Ibn al-Khaṭṭāb fu anche la mente degli attentati dinamitardi in Russia del settembre 1999, che causarono la morte di oltre 300 civili. Tuttavia, Ibn al-Khaṭṭāb negò subito qualsiasi coinvolgimento in quegli avvenimenti, asserendo di non aver "mai neanche ipotizzato di colpire civili innocenti nel sonno". Va detto che la credibilità delle tesi del FSB fu duramente messa in crisi anche dall'ex ufficiale del servizio segreto russo Aleksandr Litvinenko, il quale sostenne che le bombe erano in effetti state installate e fatte esplodere dietro ordine del Cremlino, per poi addossarne la responsabilità agli indipendentisti ceceni e, dunque, avere un pretesto per riprendere le attività militari nella regione caucasica.

### Seconda guerra cecena
Durante la seconda guerra cecena, Ibn al-Khaṭṭāb guidò nuovamente i propri miliziani contro l'esercito russo in Cecenia, infliggendo notevoli perdite al nemico ed occupandosi, anche stavolta, della gestione dei fondi che arrivavano dai paesi musulmani (e, secondo l'intelligence russa, pianificando anche attacchi in Russia).

### Morte
Il 28 aprile 2002 venne diffusa la falsa notizia secondo cui Ibn al-Khaṭṭāb era rimasto ucciso nel corso di un raid delle forze russe nel villaggio di Duisi in Georgia.
Tempo addietro, Ibn al-Khaṭṭāb era sopravvissuto a una grave ferita d'arma da fuoco allo stomaco e all'esplosione di una mina. Si apprese in seguito che il guerrigliero era effettivamente morto nella notte tra il 19 ed il 20 marzo, dopo che gli fu recapitata, tramite un messaggero al servizio del FSB, una lettera avvelenata.
Secondo fonti cecene, la missiva era intrisa di gas nervino. Si è in seguito appreso che il FSB era riuscito a far recapitare la lettera avvelenata a Ibn al-Khaṭṭāb, spacciandola per un messaggio inviatogli dalla madre, con la quale, come scoperto dall'intelligence del Cremlino, era in costante corrispondenza. L'agente che si occupò della consegna, Ibragim Alauri (addestrato per sei mesi per tale missione), fu ucciso un mese dopo a Baku, in Azerbaigian, da un commando agli ordini di Basaev.
Il successore di Ibn al-Khaṭṭāb fu Abu al-Walid.

## Curiosità
La fama cui Ibn al-Khaṭṭāb è assurto in Russia e Cecenia è testimoniata da un tipo di granata molto diffuso in quelle regioni, la Khattabka (хаттабка), il cui nome è stato evidentemente ripreso dal guerriero saudita.